# Абеше
Абеше́ (фр. Abéché, араб. أبشي‎; транслит. Abišī, в прошлом — Абешир) — город на востоке Чада. Административный центр региона Ваддай. Четвёртый по численности населения город страны, расположенный в полупустыне у юго-западной окраины массива Мараоне.

## История
В прошлом Абешир — столица Вадая, султаната в Судане, был поставлен на караванной дороге от Хартума через Кордофан и Дарфур, к области озера Чад, под 13°50′ с. ш. 20°50′ в. д.. Был центром работорговли в Сахеле начиная с XVII века и вплоть до появления здесь французов в 1911 году.
Основан в 1850 году, в 60 км к югу от прежней столицы Вара. Первым европейцем, посетившим Абешир, был Фогель, убитый здесь в 1856 году. По тем временам это был крупнейший город на территории современного Чада с населением около 28 000 человек, однако в 1919 году вследствие эпидемии население сократилось до 6000 человек.
25 ноября 2006 года был захвачен и разграблен повстанцами Объединения сил за демократию и развитие, которые стремились свергнуть президента Чада Идриса Деби. На следующий день повстанцы были выбиты из города правительственными войсками.
25 октября 2007 года в Абеше была задержана группа европейцев — работники благотворительной организации «Зоев ковчег», журналисты и экипаж чартерного самолёта — обвиняемых в незаконном вывозе детей из страны.

## Население
Население по оценочным данным на 2012 год составляет 76 492 человека.
Динамика численности населения:
| Год  | Население |
| ---- | --------- |
| 1988 | 40 000    |
| 1993 | 54 628    |
| 2008 | 78 191    |

## Климат
Сезонность в Абеше делится на короткий влажный сезон (с июня по сентябрь) и длинный сухой сезон (с октября по май).
| Показатель                    | Янв. | Фев. | Март | Апр. | Май  | Июнь | Июль | Авг.  | Сен. | Окт. | Нояб. | Дек. | Год   |
| ----------------------------- | ---- | ---- | ---- | ---- | ---- | ---- | ---- | ----- | ---- | ---- | ----- | ---- | ----- |
| Средний суточный максимум, °C | 33,5 | 35,7 | 38,2 | 40,2 | 40,0 | 38,4 | 34,7 | 32,0  | 34,0 | 37,3 | 35,8  | 34,0 | 36,2  |
| Средняя температура, °C       | 24,8 | 27,0 | 30,1 | 32,7 | 32,8 | 31,6 | 29,1 | 27,2  | 28,1 | 30,0 | 28,2  | 25,9 | 29,0  |
| Средний суточный минимум, °C  | 16,1 | 18,3 | 22,1 | 25,1 | 25,7 | 24,8 | 23,6 | 22,3  | 22,3 | 22,6 | 20,7  | 17,8 | 21,8  |
| Норма осадков, мм             | 0,0  | 0,0  | 0,1  | 3,2  | 12,1 | 34,6 | 98,1 | 166,2 | 53,4 | 5,1  | 0,1   | 0,0  | 372,9 |

## Экономика
В настоящее время Абеше — важный центр торговли говядиной, финиками, солью, индиго и продукцией местных ткачей. Район, прилегающий к городу, является важным центром разведения крупного рогатого скота. Осуществляется производство одеял из верблюжьей шерсти.
Имеется аэропорт, рядом с городом находится база ВВС Чада. В декабре 2003 года открылся Университет им. Адама Барки. Среди достопримечательностей города — рынок, две мечети, церковь, центральная площадь Независимости, дворец султана.

## Галерея
- Вид с воздуха
- 2 мечети
- Аэропорт
- Гоз-Бейда
- Магазин кожи
- Абеше (1918)
- Рынок в Абеше (1918)
- Крепость Тата (1918)